# 山田六郎

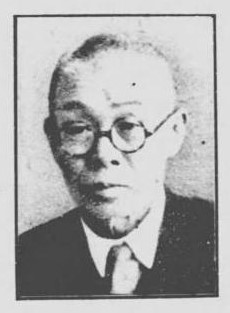
山田六郎

山田 六郎（やまだ ろくろう、1873年（明治6年）3月25日 - 1952年（昭和27年）6月8日）は、昭和時代前期の政治家。実業家。養蚕家。衆議院議員。福島県双葉郡上岡村長。旧姓・宗像。

## 経歴
福島県双葉郡、のちの上岡村（双葉町を経て、現富岡町）で宗像七郎の二男として生まれ、1899年（明治32年）上岡村大字本岡の山田周蔵の養子となる。1900年（明治33年）福島県立蚕業学校別科を卒業する。
郡書記、上岡村会議員、同村長、1923年（大正12年）福島県会議員を歴任。また、農業を営み、富岡輸出羽二重専務取締役、双葉館取締役社長、双葉郡農会長、同養蚕業組合長、県養蚕業連合会長、全国養蚕業組合連合会副会長、日本中央蚕糸会議員、県信用組合連合会監事、帝国耕地協会理事、日本蚕糸統制設立委員を務めた。
1937年（昭和12年）4月の第20回衆議院議員総選挙では福島県第3区から出馬し当選。つづく第21回総選挙でも翼賛政治体制協議会の推薦を受けて当選し、衆議院議員を2期務めた。議員在任中は、翼賛会政調農林、商工兼務委員を歴任し、派遣軍慰問のため満州に渡った。
戦後、公職追放となった。